# 6488 Drebach
A 6488 Drebach (ideiglenes jelöléssel 1991 GU9) a Naprendszer kisbolygóövében található aszteroida. Freimut Börngen fedezte fel 1991. április 10-én.